# 霍達瑟湖
霍達瑟湖（白俄羅斯語：Ходасы）是白俄羅斯的湖泊，位於米亞德利以北10公里，由明斯克州負責管轄，長0.7公里、寬0.25公里，面積0.1平方公里，集水區面積0.9平方公里，湖岸線長度1.65公里，最大水深9.3米。